# Norteado
Pour plus de détails, voir Fiche technique et Distribution.
Norteado est un film mexicain réalisé par Rigoberto Perezcano et sorti en 2009.

## Synopsis
Andrés, un jeune fermier d'Oaxaca, dans le sud du Mexique, délaisse femme et enfants pour tenter sa chance aux États-Unis. Il fait appel à un pollero (passeur) afin de franchir illégalement la frontière. Mais il est cueilli par une patrouille de la police américaine, placé en centre de détention puis expulsé. Il ne renonce pas pour autant… Dans l'attente, il est recueilli par la gérante d'une modeste épicerie de Tijuana, Ela. Au début, Cata, son assistante, craint l'arrivée de ce nouvel employé. Les deux femmes, elles-mêmes éloignées de leurs propres époux, travailleurs émigrés, finiront pourtant par s'attacher à Andrés…

## Fiche technique
- Titre du film : Norteado
- Réalisation et scénario : Rigoberto Perezcano, d'après un sujet d'Edgar San Juan
- Photographie : Alejandro Cantú
- Format : Couleur - 1,85 : 1, 35 mm
- Son : Pablo Támer -  Dolby stéréo
- Montage : Miguel Schverdfinger
- Direction artistique : Ivonne Fuentes
- Production : Edgar San Juan pour Tiburón Filmes, Forprocine, Imcine, McCormick de México (Mexique), Mediapro (Espagne)
- Pays d'origine :  Mexique
- Langue originale : Espagnol
- Durée : 93 minutes
- Sortie : 2009
- Sortie en France : 21 juillet 2010

## Distribution
- Harold Torres : Andrés
- Alicia Laguna : Ela
- Sonia Couoh : Cata
- Luis Cárdenas : Asensio
- Adolfo Madera : l'officier de la frontière
- Paco Mufote : le pollero (le passeur)

## Récompenses et distinctions
- Étoile d'or (Grand Prix) au Festival international du film de Marrakech (Maroc) 2009
- Ariel d'argent du meilleur montage (Miguel Schverdfinger) 2010
- Prix du Jury au Festival du film latino-américain d'Utrecht 2010

## Commentaire
Norteado est le « portrait tragi-comique d'un migrant bloqué à la frontière entre les États-Unis et le Mexique. » Pour son premier long métrage de fiction, Rigoberto Perezcano s'est « confronté à un des défis les plus transgressifs dans le panorama du cinéma mexicain récent : bannir ce ton épique que l'on associe souvent aux dénonciations sociales. »
En effet, Norteado aborde, à nouveau, « la question douloureuse de l'aliénation, de l'injustice et du rapport Nord-Sud, à travers le thème épineux de l'immigration illégale ». Sur une telle réalité, le film « brode, cependant, une fable drôle et aussi délicate que la musique de Debussy qui la berce, sans perdre pour autant de vue, la monstrueuse ineptie de la situation. [...] Le principe de répétition minimaliste qui gouverne l'œuvre ne fait pas seulement son charme. Il introduit une belle réflexion sur le désir de liberté des hommes, qu'aucune frontière au monde ne saurait empêcher d'accomplir », écrit Jacques Mandelbaum.
Soulignons aussi la volonté du réalisateur de ne s'intéresser à la frontière qu'en tant qu'« espace de contacts et de frottements. [...] Plutôt que de montrer au spectateur les vicissitudes d'un émigré qui arrive aux États-Unis, Norteado nous montre un protagoniste coincé avec les "siens", c'est-à-dire avec des personnes mexicaines, comme lui, et également "candidates" ou anciennement "candidates" à l'émigration. » Paradoxalement, le film ne met pas non plus en scène les difficultés de l'existence au Mexique et les personnages, bien que tous Mexicains, ne les exposent à aucun moment. « Le réalisateur semble avoir entendu la mise en garde qu'émettait Alfred Hitchcock au début du parlant, lorsqu'il répondait à un détracteur que le réalisme, au cinéma, consiste précisément à ne pas tout soumettre au dialogue, mais plutôt à préserver dans le film la place prépondérante que possèdent dans la vie les regards, les bruits, l'action, etc. », note Raphaël Pasche.
Après avoir préalablement expliqué que Norteado « est une fiction qui fait appel aux techniques documentaires à seule fin de communiquer une atmosphère et un ton authentiques incitant le spectateur à une réflexion sur un thème qu'il connaît bien », Rigoberto Perezcano souligne par la suite : « Comme cela peut se produire dans la vie, dans Norteado la camaraderie et la solidarité jouent un rôle primordial. Malgré la mauvaise réputation attribuée à Tijuana, il m'est apparu qu'il s'agissait d'une ville fantastique, peuplée de gens incroyables. Je crois que ce fait m'a permis de renforcer ma vision, de traiter le thème, ni tragiquement, ni à travers l'image d'une cité aux prises avec la prostitution et le trafic de stupéfiants, mais envisagé du point de vue de ceux qui se lèvent tôt le matin pour aller travailler, comme nous tous. »
Quel sens donner au titre Norteado ? Le réalisateur indique ceci : « Le titre a été une décision de la production. Je n'ai pas adoré ce titre, mais il a un double sens intéressant. Cela désigne quelqu'un qui aime les États-Unis, le Nord. Mais au Mexique cela désigne aussi quelqu'un qui est perdu, égaré, qui ne sait pas ce qu'il veut dans sa vie... » Or, Andrés, le protagoniste principal du film, est effectivement tout le contraire d'un héros charismatique. « Le personnage se trouve dans un état de faiblesse et dans une spirale de l'échec, alors que la malice et la débrouillardise se situent largement du côté des femmes et d'Asensio. »  Notons enfin qu'Harold Torres donne, à travers sa prestation, l'impression d'être un acteur non professionnel, alors qu'il est, en réalité, un comédien aguerri.